# Io & Sissi
Io & Sissi (Sisi & Ich) è un film del 2023 diretto da Frauke Finsterwalder.
La pellicola è una commedia nera liberamente ispirata alla vita di Elisabetta di Baviera.

## Trama
Dopo aver rifiutato il matrimonio e il monastero, Irma, una contessa di origini ungheresi, è costretta dalla madre a diventare dama di compagnia di corte dell'imperatrice Elisabetta di Baviera, nonché Sissi, la quale da diverso tempo vive ormai in solitudine in una terra lontana nei pressi di Corfù come se fosse una reclusa. Nonostante la sua eccentricità caratteriale, la contessa Irma si innamora dell'imperatrice e stringe con lei un legame relativamente intimo durante alcuni viaggi che fanno ad Algeri, in Baviera e persino in Inghilterra.
Al loro ritorno a Vienna, in Austria, l'imperatrice Sissi subisce le violente frustrazioni di Francesco Giuseppe, il marito, perciò umiliata e traumatizzata si confida con Irma e medita la fine.

## Produzione
Le riprese principali si sono svolte tra il 20 settembre e il 15 novembre 2021.

## Promozione
Il primo trailer italiano è stato diffuso il 17 giugno 2024.

## Distribuzione
Il film è stato presentato in anteprima mondiale il 19 febbraio 2023 in occasione della 73ª edizione del Festival internazionale del cinema di Berlino. La distribuzione nelle sale italiane è cominciata il 4 luglio 2024.

## Accoglienza
L'aggregatore di recensioni Rotten Tomatoes riporta un indice di gradimento del 67%, con un punteggio medio di 5,5 su 10 basato sul parere di sei critici.

## Riconoscimenti
- 2023 – Festival internazionale del cinema di Berlino
  - Candidatura al Premio del pubblico
  - Candidatura al Teddy Award
- 2023 – Bayerischer Filmpreis[7]
  - Miglior regista a Frauke Finsterwalder
- 2023 – Deutscher Filmpreis[8]
  - Migliori costumi a Tanja Hausner
  - Candidatura alla miglior attrice a Sandra Hüller
  - Candidatura alla miglior fotografia a Thomas W. Kiennast
  - Candidatura al miglior sound design a Marco Teufen, Paul Rischer e Gregor Bonse